# Dichroa febrifuga
Espèce
Dichroa febrifuga (常山; pinyin: chángshān) est une espèce de plante à fleur de la famille des Hydrangeaceae.  
Elle est utilisée comme plante médicinale dans la médecine chinoise, dans laquelle est considérée comme une des 50 plantes fondamentales. Les composés actifs sont la fébrugine et l'isofébrugine. Dans les préparations elle est utilisée conjointement avec Glycyrrhiza glabra, Ziziphus jujuba et Zingiber officinale. 